# František Kafka
František Kafka (ur. 5 grudnia 1909 w Louňovicach pod Blaníkem, zm. 22 listopada 1991 w Pradze) – czeski prawnik, doktor praw, adwokat, pisarz, krytyk literacki, ocalały z Holocaustu.

## Życiorys
W październiku 1941 r. został deportowany z czeskiej Pragi do łódzkiego getta w tzw. „drugim transporcie” liczącym 1000 przesiedleńców. W getcie mieszkał przy ul. Młynarskiej 20. Po prawie 3 latach pobytu w łódzkim getcie został 11 marca 1944 r. wraz z liczną grupą więźniów getta wywieziony do Częstochowy i zatrudniony w zakładach zbrojeniowych „Ha-Sag”. Przez pewien czas pracował też w Skarżysku-Kamiennej, a następnie ponownie w Częstochowie, gdzie 17 stycznia 1945 r. doczekał wyzwolenia.
Po powrocie do kraju walczył w szeregach armii czechosłowackiej, następnie pełnił przez pewien czas funkcję sekretarza pierwszego rządu republiki w Koszycach. Później zrezygnował z działalności politycznej, a poświęcił się pracy literackiej i naukowej.
Introspekcją autora w ponury świat realiów łódzkiego getta była napisana przez niego w języku czeskim powieść Krutá letá (Praha 1958, 1963; wyd. polskie: Okrutne lata, Łódź 1966). W sposób fabularny, łącząc poetycką fantazję i rzeczywistość, przedstawił w niej stosunki panujące w czasach nazizmu w getcie i psychologię ludzkiej zbiorowości w skrajnie ekstremalnych warunkach izolacji na ograniczonym terytorium zamkniętej dzielnicy.
Wcześniej, bo w 1946 r., opublikował opowiadanie, które powstało jeszcze w łódzkim getcie: Vanoeni legenda z Ghetta (Bożonarodzeniowa legenda getta).
Po śmierci pisarza (1991) ukazała się obszerna rozprawa jego autorstwa o Jehudzie Löwie, synu Becalela, urodzonym w Poznaniu wybitnym praskim rabinie z przełomu XVI i XVII w., przez kilka lat (od kwietnia 1592 r.) rektorze jesziwy w Poznaniu i nadrabinie Wielkopolski: Velky prazsky rabijehuda Löw (1994).
Niektóre inne publikacje jego autorstwa: Jiří Purkyně-bojovník (1961), Tajemství emulze (1966), Hanuš Thein (1971), Tajemství zlatodolu (1977).